# Beschendorf
Beschendorf est une commune allemande du Schleswig-Holstein, située dans l'arrondissement du Holstein-de-l'Est (Kreis Ostholstein), à dix kilomètres au nord-est de la ville de Neustadt in Holstein. Beschendorf est l'une des sept communes de l'Amt Lensahn dont le siège est à Lensahn.